# Галоян Агасі Князевич
Агасі Князевич Галоян (22 березня 1899, село Горхан Карської області, тепер Туреччина — 6 травня 1938) — вірменський радянський діяч, секретар ЦК КП(б) Вірменії, заступник голови Ради народних комісарів Вірменської РСР. Кандидат у члени Президії ЦК КП(б) Вірменії з 29 січня 1929 по 24 травня 1930 року. Член Президії (Бюро) ЦК КП(б) Вірменії з 28 травня 1930 по 31 липня 1931 року. Член ЦВК СРСР.

## Життєпис
Член РКП(б) з 1919 року.
Перебував на відповідальній роботі в апараті ЦК КП(б) Вірменії.
6 грудня 1930 — 31 липня 1931 року — 3-й секретар ЦК КП(б) Вірменії.
31 липня 1931 — 10 січня 1934 року — голова Центральної контрольної комісії КП(б) Вірменії — народний комісар робітничо-селянської інспекції Вірменської РСР — заступник голови Ради народних комісарів Вірменської РСР.
У 1934 — 7 липня 1936 року — секретар Партійної колегії Комісії партійного контролю при ЦК ВКП(б) по Вірменській РСР.
17 липня 1936 року заарештований органами НКВС по Вірменській РСР. Репресований, помер у в'язниці 6 травня 1938 року.
Посмертно реабілітований.